# Berthaire
 (juin 2020).
Si vous disposez d'ouvrages ou d'articles de référence ou si vous connaissez des sites web de qualité traitant du thème abordé ici, merci de compléter l'article en donnant les références utiles à sa vérifiabilité et en les liant à la section « Notes et références ».
Berthaire est un roi de Thuringe, fils de Basin et Menia. Lui et ses frères Hermanfred et Baderic succèdent à leur père Basin et règnent sur les Thuringes. Berthaire, cependant, est rapidement vaincu par Hermanfred au combat. 
Il a une fille, Radegonde, qui est donnée comme épouse au roi franc Clotaire Ier mais quitte la cour de celui-ci après le meurtre d'Hermanfred puis devient religieuse à Poitiers pour finalement être considérée comme sainte.